# Картлидж, Джеймс
Джеймс Роджер Картлидж (англ. James Roger Cartlidge; род. 30 апреля 1974, Лондон) — британский политический и государственный деятель, член Консервативной партии.

## Биография
В 2015 году Джеймс Картлидж был впервые избран в Палату общин от Южного Суффолка с убедительным результатом, обойдя сильнейшего из соперников более чем на 17 тысяч голосов (на выборах 2017 года этот показатель оказался близок к предыдущему, а в 2019 году достиг цифры более 22 тысяч голосов).
4 июля 2024 года состоялись досрочные парламентские выборы, которые принесли консерваторам тяжелейшее поражение, но Картлидж в своём прежнем округе был в очередной раз переизбран, хотя и менее уверенно, чем прежде. Он получил лишь 33 % голосов, а лейбористка Эмма Биштон (Emma Bishton) — 26,7 %, отстав от победителя приблизительно на 3 тысячи голосов.
8 июля 2024 года назначен теневым министром обороны в теневом правительстве, сформированном лидером Консервативной партии, бывшим премьер-министром Риши Сунаком.
2 ноября 2024 года победителем выборов нового лидера партии стала Кеми Баденок.
5 ноября 2024 года Баденок сформировала свой теневой кабинет, в котором Картлидж вновь был назначен теневым министром обороны.